# Declaration of Fools
Pour plus de détails, voir Fiche technique et Distribution.
Declaration of Fools (바보 선언, Babo seoneon) est un film sud-coréen réalisé par Lee Jang-ho et sorti en 1983.

## Synopsis
« Il était une fois en Corée, vers la fin du 20e siècle, un idiot nommé Dong-chil. » Dong-chil est un jeune homme simple, qui marche étrangement avec sa patte folle. Assistant au suicide d'un réalisateur de cinéma qui se jette du haut d'un gratte-ciel, Dong-chil lui prend sa montre et ses vêtements.
Très attiré par les filles, il suit une jeune étudiante très jolie, qu'il finit par enlever avec son ami Yuk-deok, chauffeur de taxi pas plus malin que lui. La jeune fille se révèle être en fait une prostituée qui rêve d'être étudiante.
Plus tard, les deux jeunes garçons, devenus serveurs dans une soirée chic, retrouvent la jeune fille qui semble à présent faire partie de la haute société. La soirée tourne mal et la jeune femme est maltraitée et humiliée par les autres invités. Dong-chil et Yuk-deok se battent contre les invités et les mettent tous KO.
Dans une campagne idyllique, les deux garçons maquillent la jeune femme, apparemment morte, et Dong-chil danse avec son corps.
Dong-chil saute du haut d'un gratte-ciel, mais il est rattrapé par Yuk-deok. Tous deux vont marcher et danser frénétiquement en enlevant leur chemise, devant l'Assemblée nationale. Le film se clôt sur un dessin d'enfant représentant le drapeau coréen. « Nous avons de grands ancêtres tels que Dong-chil et Yuk-deok. Donc notre pays est heureux. »

## Fiche technique
- Titre : Declaration of Fools
- Titre original : 바보 선언 (Babo seoneon)
- Réalisation : Lee Jang-ho
- Scénario : Yoon Si-mon, d'après un roman de Lee Dong-cheol
- Musique : Kim Jeong-kil
- Photographie : Seo Jeong-min (en)
- Montage : Kim Hui-su
- Production : Park Jong-chan
- Société(s) de production : Hwa Chun Trading Company
- Pays de production :  Corée du Sud
- Langue originale : coréen
- Format : couleur (2.35 : 1 — 35 mm — mono)
- Genre : Comédie dramatique
- Durée : 97 minutes
- Dates de sortie :
  - États-Unis d'Amérique : 14 novembre 1983 (Chicago International Film Festival)
  - Corée du Sud : 11 mars 1984

## Distribution
- Lee Bo-hee (ko) : la fausse étudiante
- Kim Myung-gon (en) : Dong-chil
- Lee Hie-seong : Yuk-deok
- Kim Jee-young (ko)
- Suk Jeon (ko)

## Autour du film
Presque dépourvu de paroles, le film est raconté par une voix d'enfant sur le ton d'une comptine. La musique passe par tous les genres : musique traditionnelle, classique, variété anglo-saxonne, sonorités de jeux vidéo...
Tourné à l'époque de la dictature de Chun Doo-hwan, le film contourne la censure par son ironie, notamment dans les dernières images. Le suicide du réalisateur de cinéma, qu'il interprète lui-même, représentait pour Lee Jang-ho sa propre carrière, à laquelle il comptait mettre fin, se sentant empêché de faire des films par la censure. Le succès du film a au contraire relancé sa carrière,.
Declaration of Fools a été classé 11e dans une liste des 100 meilleurs films coréens établie en 2014 par la Korea Film Archive.